# Chute de Röthbach
La chute de Röthbach, en allemand Röthbachfall, est la plus haute chute d'eau d'Allemagne avec une hauteur de 470 mètres. La chute se trouve aux environs de Berchtesgaden, dans le parc national de Berchtesgaden.

## Galerie

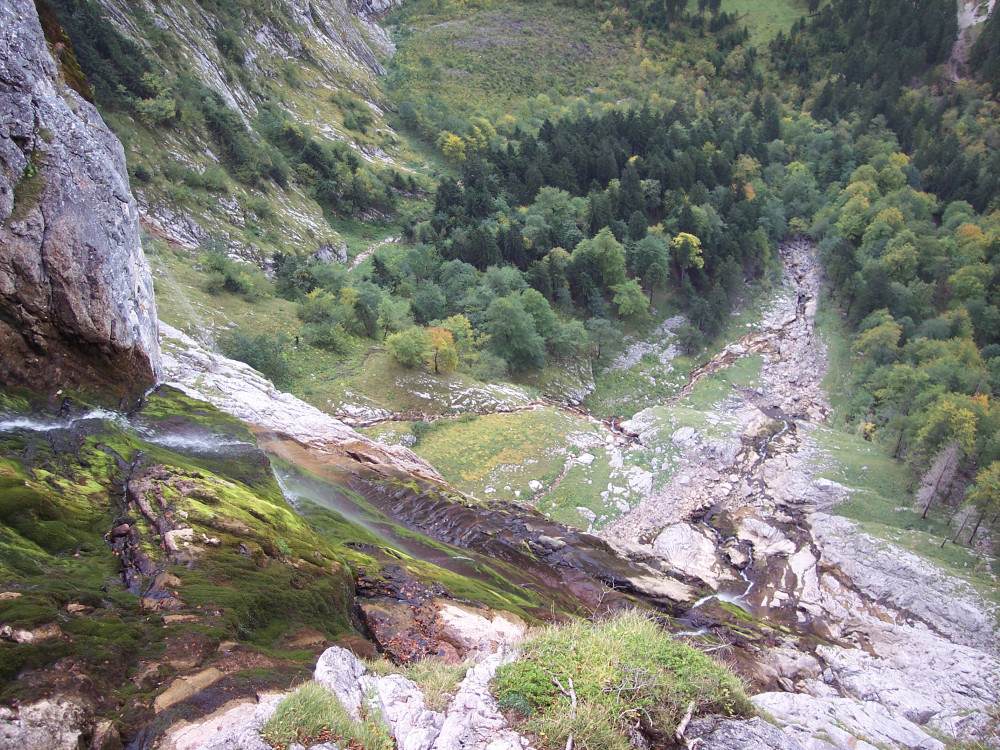
Vue depuis le haut, lorsqu'il y a moins de débit.